# Roadtrip

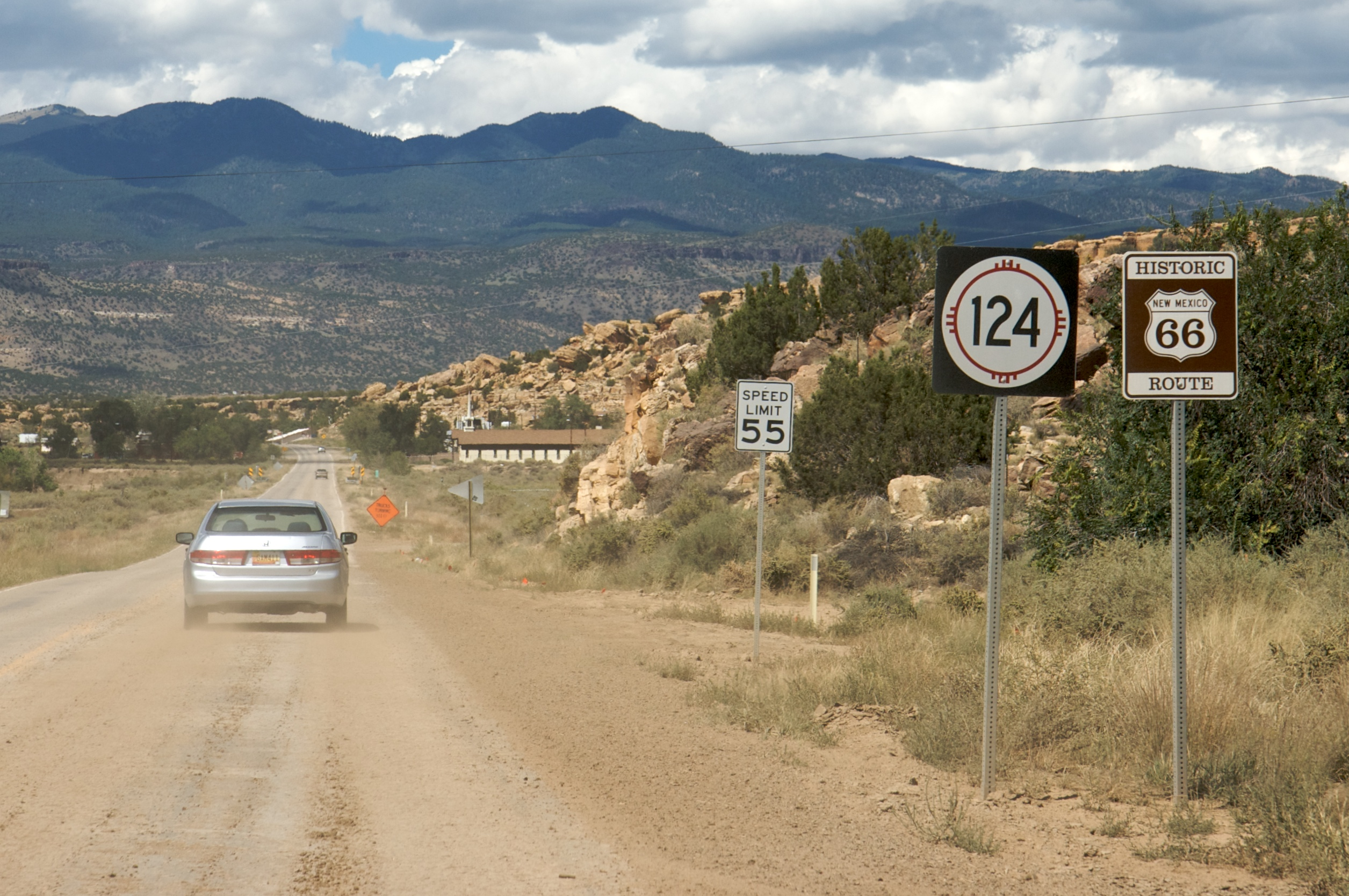
Route 66 in Amerika

Een roadtrip is een reis over de weg. Deze soort reis wordt meestal ondernomen met een gemotoriseerd voertuig, zoals een auto, motor of kampeerauto, naar een specifieke eindbestemming.

## Geschiedenis

### De eerste roadtrip met een auto

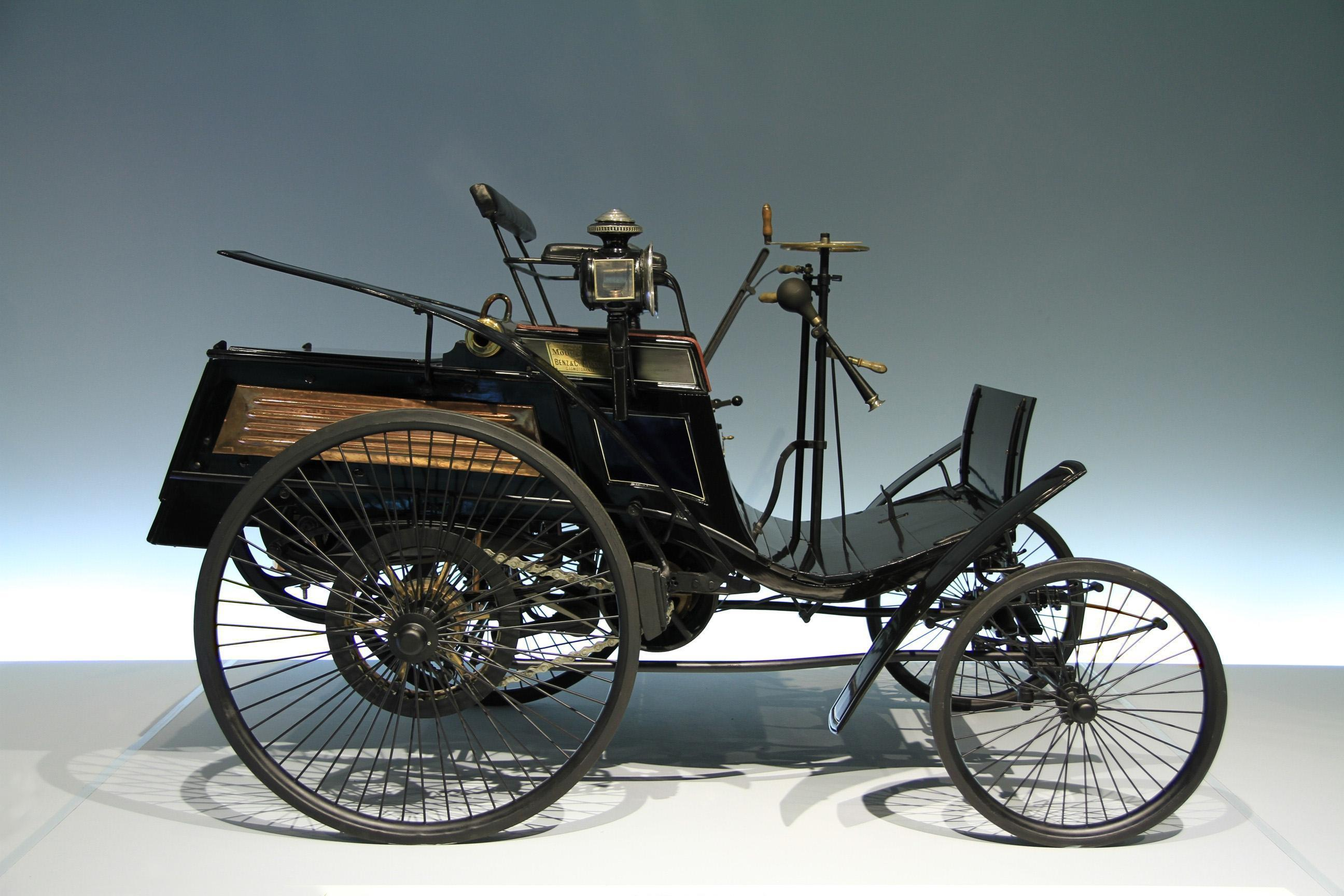
Benz Patent-Motorwagen

De eerste roadtrip gemaakt met een auto vond plaats in Duitsland in augustus 1888 door Bertha Benz, de vrouw van Karl Benz. Hij was de uitvinder van de eerste gepatenteerde gemotoriseerde auto (de Benz Patent-Motorwagen). Bertha Benz reide samen met haar twee tiener zonen, Richard en Eugen van Mannheim naar Pforzheim en terug. Een afstand van 106 kilometer met de derde bèta-Benzauto welke een maximale snelheid haalde van 16 kilometer per uur. Ze ondernam deze roadtrip zonder dat haar man hier kennis van had genomen.
Haar officiële verklaring was dat ze bij haar moeder op visite wilde. Onofficieel had ze de intentie om publiciteit te vergaren voor de uitvinding van haar man (welke alleen nog werd gebruikt op korte test banen). Later bleek dit een succes toen het model gretig aftrek ondervond. De Benz onderneming is tegenwoordig uitgegroeid tot het bedrijf Mercedes-Benz dat goed is voor een miljarden omzet.
Tegenwoordig is de route in Baden-Württemberg vernoemd naar Bertha Benz en heet de Bertha Benz Memorial Route als herinnering aan haar historische eerste roadtrip.

### De eerste roadtrips in Nederland
Een van de eerste vervoersmiddelen die iets weg had van de huidige auto werd in Nederland rond 1600 gebouwd door Simon Stevin (1548-1620). Het ging hier om een zeilauto die in opdracht van Prins Maurits is gemaakt en waarin plaats was voor 28 man. De wagen reed heen en weer van Scheveningen naar Petten, een afstand van zo’n 75 kilometer.
De volgende stap was een experimenteel stoomrijtuig waarmee de bouwer Sibrandus Stratingh (1785-1841) veel opzien baarde. Stratingh ondernam met zijn rijtuig een roadtrip van Groningen naar De Punt (een afstand van ongeveer 20 kilometer) en deze verliep zonder grote problemen. Stratingh zette, na deze uitvinding, zijn experimenten voort en construeerde in de jaren erna een voertuig dat werd aangedreven door elektromagnetisme.
De eerste Nederlandse benzineauto zou op 19 mei 1896 hebben gereden. Hoffotograaf Adolphe Zimmerman uit Den Haag was de eerste Nederlandse automobilist. Niet lang daarna volgde notaris J.P. Backx (1849-1910). Beide hadden een Benz. Zimmermans reisde op 19 mei met zijn zojuist verkregen automobiel van Utrecht via Leiden naar Den Haag.
In 1996 werd het 100-jarig jubileum van de auto in Nederland gevierd, onder andere met het onthullen van een gedenkplaat ter ere van de aflevering van Zimmermans’ Benz op de Rijnkade in Arnhem.

## Hedendaagse roadtrips
Tegenwoordig wordt een roadtrip vooral ondernomen voor recreatieve doeleinden en vooral gezien als hobby of plezierige bezigheid. Een roadtrip wordt gezien als een avontuur en beleving op zichzelf; de reis is de bestemming. In Nederland is een duidelijke toename van populariteit onder jongeren die een roadtrip willen maken te zien. De komst van het internet en sociale media als Facebook en blogwebsites hebben de weg vrijgemaakt voor roadtripenthousiastelingen om online hun stem te laten horen.
Het roadtrippen is voor fanatiekelingen uitgegroeid tot een ware lifestyle. Roadtrippers discussiëren graag over nieuwe routes en mooie plekjes onderweg. Andere zaken die regelmatig onderwerp zijn van discussie zijn de voorbereidingen die gedaan moeten worden voorafgaand aan een roadtrip.

### Een roadtrip als alternatief
Een roadtrip wordt door veel jonge mensen steeds vaker gekozen als alternatief voor de standaard jongeren vakanties. Veel jongeren die nu via grote reisorganisaties een vakantie boeken zijn geïnteresseerd om voor een vergelijkbaar bedrag een roadtrip te maken. De hedendaagse risico’s en randvoorwaarden vormen vaak geen belemmering meer doordat meer en meer bedrijven hun diensten hierop aanpassen.

### Lifestyle
Het maken van roadtrips geeft sommige jonge mensen een gevoel van avontuurlijkheid en vrijheid. Het is een levensstijl waar men graag mee wordt geassocieerd. Ook in Hollywood is dit niet onopgemerkt gebleven en de laatste jaren zijn roadtrips een veel voorkomende gebeurtenis in veel speelfilms. Het bekendste voorbeeld is de film Road Trip met acteurs Breckin Meyer en Seann William Scott in de hoofdrol die een roadtrip maken en daarbij de wildste avonturen samen beleven.
Het roadtrip concept heeft de laatste jaren een evolutie doorgemaakt en hier zijn nieuwe vormen van ontstaan. Dashboarding, waarbij mensen verbonden zijn met het internet terwijl ze onderweg zijn, is hiervan een voorbeeld. Caravanning is het roadtrippen met meerdere voertuigen.
Het belangrijkste dat geregeld dient te worden voorafgaand aan een roadtrip is een auto. Als deze niet in bezit is of niet geleend kan worden, kiezen veel roadtrippers ervoor om er eentje te huren.